# Ибрагим Тевфик-эфенди
Шехзаде́ Ибраги́м Тевфи́к-эфе́нди (6 ноября 1874, Стамбул, Османская Империя — 31 декабря 1931, Ницца, Франция) — единственный сын османского шехзаде Мехмеда Бурханнедина-эфенди, внук султана Абдул-Меджида I.

## Биография
Ибрагим Тевфик Эфенди родился 6 ноября 1874 года во дворце Долмабахче. Его отец умер, когда Тевфику было 2 года. У Ибрагим Тевфика была младшая сестра, которая умерла в возрасте четырех лет. После смерти отца его стал воспитывать султан Абдул-Хамид II. Был обрезан 17 декабря 1883 года вместе с сыновьями Абдул-Хамида II. Начал ходить в школу в 1880 году. В школе Ибрагим Тевфик изучал такие предметы как: арабский язык, арифметика, география.
С 1918 по 1922 год проходил службу в османской армии.
После изгнания османской семьи в 1924 году, он вместе с женами и двумя детьми уехал в Ниццу, во Францию. После переезда у Ибрагима Тевфика Эфенди начались финансовые трудности. Во Франции ему предложили играть на фортепиано, в Париже, но он отклонил это предложение. Это связывают с тем что Ибрагим Тевфик был очень закрытым человеком. Позже Омер Фарук Эфенди, сын Абдул-Меджида II, узнал что у Ибрагима Тевфика проблемы с финансами, поэтому Омер Фарук пригласил Ибрагима Тевфика и его семью пожить у него. 
Ибрагим Тевфик Эфенди умер от сердечного приступа 31 декабря 1931 года. Похоронен в Ницце.

## Личная жизнь
За свою жизнь, Ибрагим Тевфик-эфенди вступал в брак 5 раз. Имел семерых детей от всех браков: 
- Февзие-ханым (5 августа 1876 — 7 сентября 1898), брак заключён 2 мая 1893 года во дворце Йылдыз.
  - Арифе Кадрие-султан (24 марта 1895, Стамбул — 5 апреля 1933, Ницца), была замужем за Фенаризаде Мехмедом Рашидом. Имела 2 детей.

- Тесрид-ханым (10 сентября 1874 — 1945), брак заключён 12 марта 1894 года во дворце Йылдыз.
  - Фатьма Зехра-султан (28 мая 1895, Стамбул — 26 мая 1965, Ницца), была замужем за Селями Сулеймана Алпане. Имела сына и дочь.
- Эмине-ханым (28 октября 1890 — 14 февраля 1953), брак заключён 5 мая 1911 года во дворце Ортакёй. Супруги развелись 23 апреля 1916 года.
  - Рабия Нилюфер-султан (22 октября 1912, Стамбул — 21 сентября 1997, Нью-Йорк), была дважды замужем. Один сын от первого брака.
  - Айше Масуме Фетхие-султан (20 августа 1916, Стамбул — 1944, Каир), была замужем за Рашидом Шафик-беем. Имела единственную дочь.
- Шадие-ханым (1 апреля 1898 — 9 августа 1986), брак заключён 27 марта 1919 года во дворце Бешикташ. Супруги развелись в 1930 году.
  - Бурханеддин Джем-эфенди (2 февраля 1920, Стамбул — 31 октября 2008, Нью-Йорк), в 1951 году женился на Ирине Старосельской, дочке Всеволода Старосельского. Супруги имели сына и дочь.
  - Баязид Осман Османоглу (23 июня 1924, Париж — 6 января 2017, Нью-Йорк), женат не был. Детей не имел. Глава дома Османов (2009—2017).
- Хайрие-ханым (1914 — 4 августа 2001), брак заключён в 1927 году.
  - Февзие-султан (28 октября 1928, Париж — 9 апреля 2014, Париж), была замужем за  Хусейном Хайри-беем. Детей в браке не было.[4]